# Causatief
De term causatief kan verschillende betekenissen hebben.
Een overgankelijk werkwoord heet het causatief (van het Latijnse causa = oorzaak) van een onovergankelijk werkwoord als het het laten geschieden van de handeling van dat werkwoord door het lijdend voorwerp uitdrukt. In het Nederlands wordt de functie van het causatief meestal vervuld door een constructie waarin het werkwoord laten als hulpwerkwoord in combinatie met een onbepaalde wijs voorkomt, waarbij laten dan moet worden opgevat in de actieve betekenis van ervoor zorgen dat het object de handeling verricht die door de onbepaalde wijs wordt uitgedrukt.
Voor de bovenstaande betekenis wordt in het Hongaars de factitief gebruikt met de suffix -at/-et,-tat/-tet achter de stam van het werkwoord. Dit kan bij vrijwel alle werkwoorden worden toegepast. Hier wordt niet de term causatief gebruikt.
Voorbeelden: Csinál = Maken → Csináltat = Laten maken; Eszik = Eten → Etet = Voeren
De causalis-finalis (ook wel: causatief of finalis) is een naamval die een reden, oorzaak of doel voor iets beschrijft. In het Hongaars wordt daartoe de suffix -ért gebruikt. De uitgang kan zelfstandig gebruikt worden in combinatie met bezitsuitgangen.
Voorbeelden: Miért? = Waarom?, Azért = Daarom (om dat), Érted = Om jou, Érted jövök = Ik kom je ophalen (ik kom om/wegens jou).

## Voorbeeld Nederlands
- Hij liet de koeien drinken. (= hij zorgde ervoor dat de koeien dronken)

Het Nederlands kent slechts een beperkt aantal causatieven. De duidelijkste voorbeelden zijn:
- drenken, laten drinken
- leggen, laten liggen
- vellen, laten vallen
- zogen, laten zuigen
- zetten, laten zitten
- sprengen, laten springen
- wekken, laten waken

Een causatief is dus door middel van een ablaut (=klinkerwisseling) afgeleid van een onovergankelijk grondwoord. Merk op dat er in gevallen zoals het woordenpaar temmen, tam weliswaar sprake is van een klinkerwisseling, maar niet van een causatief, want temmen drukt niet het laten plaatsvinden van een handeling uit (bovendien is tam geen werkwoord).
Er is nog een aantal paren werkwoorden waarbij het ene het causatief is van het andere, maar die minder makkelijk te herkennen zijn; ofwel doordat de betekenis van een van de werkwoorden is veranderd, ofwel doordat een van de werkwoorden in onbruik is geraakt. We geven hier vijf voorbeelden. 
- voeren, causatief van varen
Voeren betekent leidende brengen, terwijl varen vroeger de meer algemene betekenis van gaan, zich begeven had.
- leiden, causatief van lijden
Leiden betekent doen gaan, terwijl lijden vroeger de betekenis van gaan had (deze oude betekenis is nog terug te vinden in de woorden verleden (= vergane tijd), en overlijden (= overgaan naar een andere wereld). De betekenis van lijden is van gaan via ergens doorheen gaan overgegaan in dulden, hetgeen een van de huidige betekenissen van het woord is.
- kwellen, causatief van kwelen
Kwellen betekent lichamelijke pijn aandoen, terwijl kwelen hier opgevat moet worden in de wat minder bekende betekenis van kwijnen, ziek zijn.
- wenden, causatief van winden
Wenden betekent iets een andere richting geven; iets draaien, terwijl winden betekent iets ergens omheen draaien (bijvoorbeeld garen om een klos). Hoewel het verband tussen beide werkwoorden duidelijk is, kan winden tegenwoordig alleen nog overgankelijk worden gebruikt, zodat wenden niet doen winden betekent.
- neigen, vermoedelijk causatief van nijgen
In de loop der tijd zijn de betekenissen van deze twee woorden door elkaar gehaald, waardoor het ene niet meer herkenbaar is als het causatief van het andere. Neigen betekent tegenwoordig onder andere in schuine richting naar beneden buigen, terwijl nijgen betekent groeten door het hoofd te buigen (alleen gebruikt voor vrouwen).